# Kanton Flers-2
Der Kanton Flers-2 ist seit 2015 ein französischer Wahlkreis im Arrondissement Argentan im Département Orne in der Region Normandie; sein Hauptort ist Flers.

## Gemeinden
Der Kanton besteht aus sieben Gemeinden und Gemeindeteilen mit insgesamt 14.908 Einwohnern (Stand: 1. Januar 2022) auf einer Gesamtfläche von 54,43 km²:
| Gemeinde                      | Einwohner 1. Januar 2022 | Fläche km² | Dichte Einw./km² | Code INSEE | Postleitzahl |
| ----------------------------- | ------------------------ | ---------- | ---------------- | ---------- | ------------ |
| Aubusson                      | 396                      | 3,9        | 102              | 61011      | 61100        |
| Flers                         | 7.461                    | 9,46       | 789              | 61169      | 61100        |
| Landigou                      | 432                      | 5,36       | 81               | 61221      | 61100        |
| La Selle-la-Forge             | 1.396                    | 8,32       | 168              | 61466      | 61100        |
| Montilly-sur-Noireau          | 719                      | 11,03      | 65               | 61287      | 61100        |
| Saint-Georges-des-Groseillers | 3.169                    | 7,06       | 449              | 61391      | 61100        |
| Saint-Pierre-du-Regard        | 1.335                    | 9,3        | 144              | 61447      | 61790        |
| Kanton Flers-2                | 14.908                   | 54,43      | 274              | 6114       | –            |

1. ↑   Nur der nordöstliche Teil der Gemeinde, der Rest gehört zum Kanton Flers-1.